# Astrid Harrewijn
Astrid Harrewijn (1963) is een Nederlandse schrijfster. Zij studeerde rechten en was daarna werkzaam als vertaalster. In het voorjaar van 2006 deed ze mee aan de Jill Mansell-schrijfwedstrijd, georganiseerd door het weekblad Flair en Uitgeverij Sijthoff. Haar manuscript werd uit meer dan honderd inzendingen gekozen als leukste roman. Later in 2006 werd haar winnende inzending gepubliceerd als de roman Ja kun je krijgen. Haar boeken zijn in te delen in het genre chicklit: romantische en grappige feel good-verhalen. 
Harrewijn is getrouwd en heeft twee dochters.